# Titolo in incognito
Un titolo in incognito è un titolo adottato da un monarca durante un suo viaggio o spostamento in cui desideri evitare di essere trattato con gli onori protocollari che gli spetterebbero per via della sua dignità sovrana e/o voglia passare inosservato.
Esempi storici di titoli in incognito sono quello di "conte di Barge", utilizzato da re Carlo Alberto per sfuggire agli Austriaci dopo la sconfitta di Novara, e quello di "conte di Pollenzo", usato da re Vittorio Emanuele III durante il suo esilio in Egitto.